# Roy Babbington
Roy Babbington (Kempston, 8 juli 1940) is een Britse rockbassist. Hij werd bekend door de artrock- en jazzrock-band Soft Machine.

## Biografie
Babbington begon als contrabassist in plaatselijke jazzbands. Dankzij Alexis Korner verruimde hij zijn muzikale kennisachtergrond op het gebied van de blues en r&b en bediende hij zich ook intensiever van de e-basgitaar. Zijn favoriete instrument werd de legendarische Fender VI-basgitaar. Op aanraden van Korner voegde hij zich bij de band Delivery, die met Phil en Steve Miller, Pip Pyle en Lol Coxhill een van de kiemcellen was van de Canterbury-scene. Hij begon ook te werken met jazz/fusion-muzikanten als Michael Gibbs en het sextet van Keith Tippett, op wiens album hij net zo meewerkte als in Tippetts groots opgezette project Centipede (1971) en op Elton Deans album Just Us. Toen Delivery in 1971 na het uitbrengen van hun enige album Fools Meeting (met Carol Grimes) werd ontbonden, vertrok Babbington naar de jazzrockband Nucleus.
Hij werkte mee op albums van Mike d'Abo, Chris Spedding en de folk-zanger Harvey Andrews en hij behoorde kortstondig tot de bands Schunge, Solid Gold Cadillac (van Mike Westbrook met Spedding en Phil Minton) en Ovary Lodge met Keith en Julie Tippetts. 
Door zijn jazzachtergrond bood hij zijn medewerking aan de lp's Fourth en Fifth van Soft Machine aan. Met zijn contrabas schiep hij in de swing-passages van het nummer Teeth een aantrekkelijk contrast met de e-basgitaar van Hugh Hopper, die hij vanaf het album Seven (1973) uiteindelijk geheel verving. Babbingtons duidelijke funk- en rockaccentuatie op de e-basgitaar integreerden zich feilloos met de jazzrock-ambities van Karl Jenkins en het drumwerk van John Marshall. Ook brengt hij in nummers als Down The Road en As If imponerend de klankvolle mogelijkheden van de gespeelde contrabas aan het licht.
Samen met Charles Austin en Joe Gallivan nam hij in 1977 het album Home from Home (Ogun Records, 1979) op. In 1979 werkte hij mee op het album Welcome To The Cruise van Judie Tzuke. Tijdens de jaren 1980 en 1990 keerde Babbington weer terug naar de contrabas en de pure jazz. Bovendien is hij te horen op opnamen van Barbara Thompson, Carol Grimes, Elvis Costello en de BBC Big Band. In 2001 werkte hij ook mee in het trio van Mose Allison. In 2008 speelde hij bij Soft Machine Legacy en verving hij Hugh Hopper na diens overlijden als e-bassist van de band.
- Bibsys: 6042962
- Gemeinsame Normdatei: 134592603
- International Standard Name Identifier: 0000 0000 5546 4436
- Library of Congress Control Number: no98050195
- MusicBrainz: 78a2560c-c187-4ce4-8420-48c7f46b7715
- Nationale Bibliotheek van Israël: 987012091252905171
- Virtual International Authority File: 19295202
- WorldCat: E39PBJd3Qx3cg7dWxV3D9V86Kd